# ایستگاه داونزویو پارک
ایستگاه پارک داونزویو (انگلیسی: Downsview Park station) یک ایستگاه متروی زیرزمینی در خط یک یانگ–یونیورسیتی متروی تورنتو است.